# 예포국
예포국(Salute state)은 경례를 위해 행사에서 군주에게 예포가 발사되는 인도 번왕국을 가리킨다. 하이데라바드국과 잠무 카슈미르 번왕국은 독립국과 같은 21발 예포를 발사했다.

## 같이 보기
- 프린스
- 인도 번왕국